# 라트비아 국립도서관

라트비아 국립도서관(라트비아어: Latvijas Nacionālā bibliotēka)은 라트비아 리가에 위치한 국립도서관이다. 최대 8백만 권의 장서를 수용할 수 있으며 350,000권의 책을 무료로 열람할 수 있다. 총 면적 40,455m2에 이르는 도서관 규모는 1,000여명을 동시에 수용할 수 있는 크기이다. 또한, 도서관에는 450석 규모의 콘퍼런스 및 콘서트 홀이 마련되어 있으며, 상황에 따라 재구성이 가능한 다양한 크기의 미팅 룸은 콘퍼런스, 협의회, 콘서트 등을 위한 훌륭한 공간을 제공해준다. 이외에도 도서 박물관, 전시장, 서점, 인터넷 카페, 레스토랑 등의 시설이 들어서 있다.
빌 & 멜린다 게이츠(Bill & Melinda Gates) 재단의 지원으로 라트비아 국립 도서관과 라트비아 국내의 900여 개의 도서관을 단일 네트워크로 통합해주는 첨단기술인 라이트(Light) 네트워크를 구성하여, 인터넷을 통해 도서관이 제공하는 디지털화된 자료들을 라트비아 전역에서 공유할 수 있도록 하였다.
라트비아 국립 도서관은 1999년 유네스코 공식 후원 프로젝트로 선정되었었다. 2014년 1월 18일, 라트비아에서 책을 사랑하는 시민들이 함께 모여 만든 2,014m에 이르는 인간 고리를 통해 구 국립 도서관으로부터 새로 완성된 빛의 성까지 손에 손을 거쳐 최초의 장서를 이전하는 기념 행사가 진행되었었다.

## 건설
싱리가(Riga)의 중심지에 새로 세워진 이 도서관은 최대 높이 68m에 이르는 피라미드 구조가 돋보며 오랜 역사를 지닌 도시를 바라보고 있는 다우가파(Daugava) 강 언덕에 자리하고 있으며, 라트비아 국가 창설 이래 문화 시설로써는 가장 많은 비용을 투자하여 2008년 건축을 시작, 2013년 12월 20일 완성하였다. 이렇게 완성된 라트비아 국립 도서관은 21세기에 북유럽 지역에 건설된 문화 시설 건물 중에서도 최대 규모를 자랑한다.
라트비아 태생의 건축가 군나르 버르커르츠(Gunnar Birkerts)가 1989년에 완성한 스케치 초안에 담겨있던 라트비아의 오랜 문화와 전통을, 모던한 감각으로 소화해낸 강렬한 이미지의 초기 디자인이 모드리스 젤치스(Modris Gelzis)를 중심으로 한 여러 라트비아 출신 건축가 및 엔지니어들이 함께 발전시키며 디자인 되었다. 그리고 현재 재정립 시기를 거치고 있는 국가적 상황과 프로젝트의 배경, 독특한 디자인이 함께 어우러져 라트비아 국립 도서관은 빛의 성(Castle of Light)이라는 상징적이고 의미심장한 별칭으로 불리게 되었다.